# Eckwersheim
Eckwersheim település Franciaországban, Bas-Rhin megyében. Lakosainak száma 1428 fő (2022. január 1.). Eckwersheim Brumath, Berstett, Olwisheim és Vendenheim községekkel határos.

## Népesség
A település népességének változása:
| Lakosok száma | 1377 | 1329 | 1333 | 1328 | 1339 | 1344 | 1378 | 1403 | 1428 |
|               | 2013 | 2015 | 2016 | 2017 | 2018 | 2019 | 2020 | 2021 | 2022 |